# Poltegor Centre we Wrocławiu
Poltegor – biurowiec we Wrocławiu, który zlokalizowany był w dzielnicy Krzyki pośrodku osiedla Południe. Zbudowany w 1982 roku technologią monolityczną, rozebrany w 2007 roku. Był najwyższym budynkiem we Wrocławiu.

## Architektura
Fundamentem budynku była kilkumetrowej grubości płyta żelbetowa posadowiona na palach. Konstrukcja budynku oparta była na środkowym monolitycznym trzonie żelbetowym, w którym mieszankę betonową układano w deskowaniach ślizgowych. W trzonie tym mieściły się piony windowe, schody, sanitariaty i szyb instalacyjny. Zewnętrzne dwa trakty zbudowano w konstrukcji stalowej, szkieletowej.
Przyziemie budynku zawierało pomieszczenia gospodarcze i inne pomocnicze. Do tego poziomu zjeżdżały trzy windy towarowo-osobowe (spośród dziewięciu zainstalowanych w budynku). Następna kondygnacja to hall wejściowy do budynku (stąd odjeżdżały wszystkie windy), następne 22 piętra wynajmowane były na biura. Na najwyższej kondygnacji znajdowała się duża sala konferencyjna oraz bar-kawiarnia, wykorzystywana często w charakterze platformy widokowej. 
Na dachu były stacje przekaźnikowe i nadawcze anteny telewizyjne i radiowe, stąd m.in. nadawała na początku lat 90. pierwsza w Polsce i w całym Bloku Wschodnim Prywatna Telewizja „Echo”. Do 18 kwietnia 2007 znajdowały się tu nadajniki: Radia Aplauz, Tok FM, Radiostacji, RMF Classic a także Telewizji Dolnośląskiej TeDe. Część z nich przeniosła nadajnik na dach domu akademickiego „Kredka”.

## Historia
Budowę wieżowca zakończono w 1982 roku. Nazwa budynku wywodziła się od nazwy przedsiębiorstwa Poltegor (akronim od "Polska Technika Górnicza"), zajmującej się projektowaniem inwestycji w górnictwie, która dysponowała całym biurowcem w latach 80., a później zajmowała znaczną jego część na swoją siedzibę. W 1991 Poltegor został podzielony na dwie niezależne firmy: Poltegor-Projekt i Poltegor-Instytut.

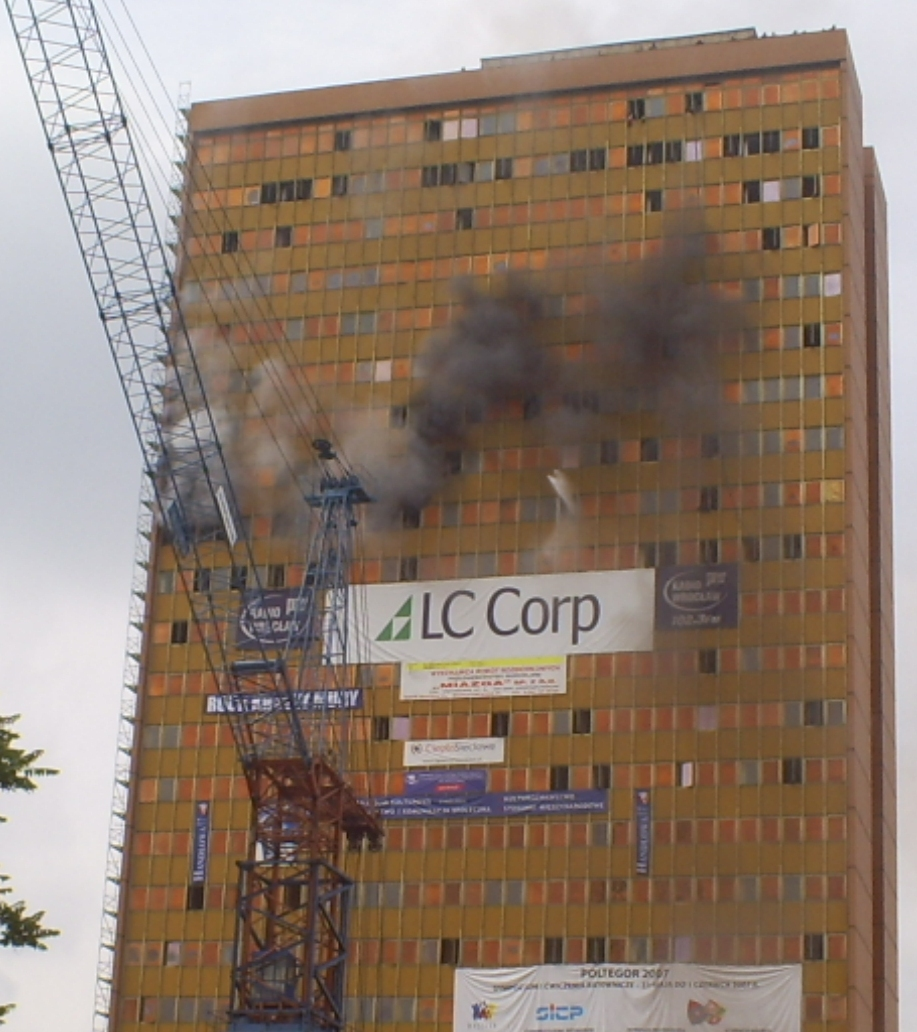
Ćwiczenia ratownicze

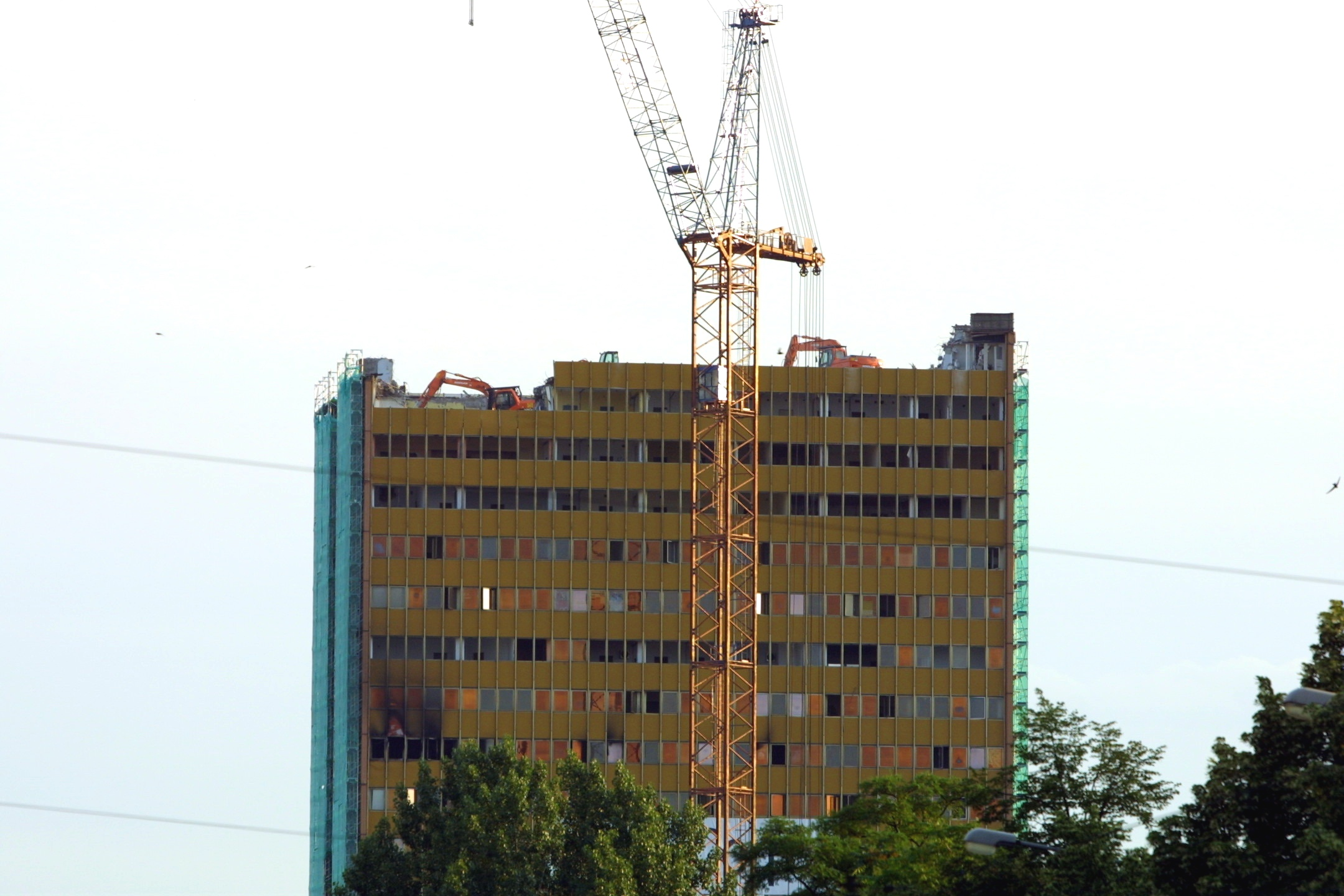
Rozbiórka wieżowca

Wieżowiec i otaczającą go prawie 3-hektarową działkę kupił 18 stycznia 2006 roku za (według nieoficjalnych informacji) 17,5 milionów euro wrocławski biznesmen Leszek Czarnecki. Wiosną 2006 roku rozpoczęto prace ziemne w otoczeniu „Poltegoru”, przygotowujące teren pod budowę nowego obiektu.
1 czerwca 2007 w godzinach przedpołudniowych przeprowadzono ćwiczenia ratownicze, a po południu w kawiarni na ostatnim piętrze odbył się koncert zespołu IRA.
Od 2 czerwca 2007 prowadzona była rozbiórka budynku piętro po piętrze (koparki zostały wciągnięte na dach 15 czerwca). Prace rozbiórkowe nadziemnej części budynku zakończyły się w październiku. 3 listopada koparki dotarły do kamienia węgielnego wmurowanego 30 maja 1974 roku. Od 6 listopada trwały roboty przy usuwaniu żelbetowego fundamentu. Prowadzone były metodą mikrowybuchów.
W miejscu Poltegoru powstał wieżowiec Sky Tower.